# Arytera bifoliata
Arytera bifoliata är en kinesträdsväxtart som beskrevs av W.Arthur Whistler. Arytera bifoliata ingår i släktet Arytera och familjen kinesträdsväxter. Inga underarter finns listade i Catalogue of Life.